# Rafael Llano Cifuentes

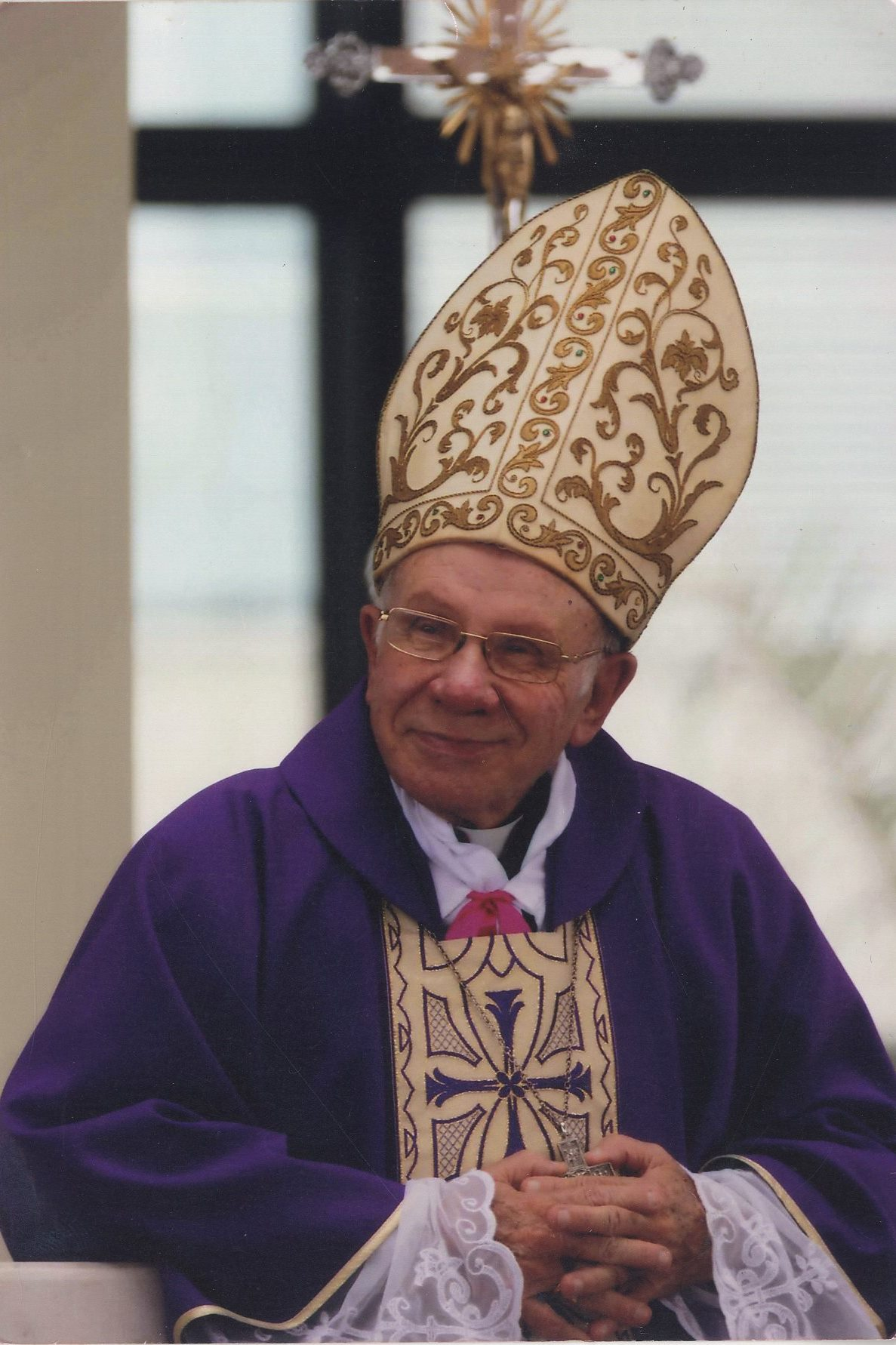
Rafael Llano Cifuentes, 2013

Rafael Llano Cifuentes (* 18. Februar 1933 in Mexiko-Stadt; † 28. November 2017 in Tijuca bei Rio de Janeiro) war ein mexikanischer Geistlicher und römisch-katholischer Bischof von Nova Friburgo.

## Leben
Rafael Llano Cifuentes lebte in seiner Kindheit einige Zeit in Kuba und zog später nach Spanien. Er studierte Rechtswissenschaft an der Universität Salamanca, wo er 1959 zum Dr. jur. promovierte. Er trat als Jugendlicher der Personalprälatur Opus Dei bei und wurde nach dem Studium der Philosophie und Theologie am 20. Dezember 1959 in Rom zum Priester geweiht. Am römischen Angelicum wurde er im kanonischem Recht promoviert. Er war ab 1961 für Opus Dei in der Pastoralarbeit in Brasilien tätig. Er war Kaplan der Universitätspfarrei in São Paulo und ebenda Professor an der EPD - Paulista School of Law (Faculdade Paulista de Direito EPD).
Papst Johannes Paul II. ernannte ihn am 4. April 1990 zum Weihbischof in Rio de Janeiro und Titularbischof von Mades. Der Erzbischof Rio de Janeiro, Eugênio Kardinal de Araújo Sales, spendete ihm am 29. Juni desselben Jahres die Bischofsweihe; Mitkonsekratoren waren José Gonçalves da Costa CSsR, Erzbischof von Niterói, und José Fernandes Veloso, Bischof von Petrópolis. Sein bischöflicher Wahlspruch war Omnia traham ad meipsum. Zugleich wurde er zum Generalvikar des Erzbistums ernannt. Er war Beauftragter für Familienpastoral, Jugendseelsorge und Universitätsseelsorge sowie verantwortlich für die charismatische Erneuerung und Evangelisierung. Er war langjähriger Leiter der Encontros Jovem-Rio, eine Organisation zur Vorbereitung und Teilnahme Jugendlicher an den Weltjugendtagen.
Am 12. Mai 2004 wurde er durch Johannes Paul II. zum Bischof von Nova Friburgo ernannt und am 20. Juni desselben Jahres in das Amt eingeführt. Er war in der brasilianischen Bischofskonferenz Präsident der Kommission für Leben und Familie (2003–2007). Llano lehrte als Professor des Eherechts am Instituto Superior de Direito Canônico in Rio de Janeiro. 2008 wurde er Mitglied der Brasilianischen Akademie der Philosophie.
Am 20. Januar 2010 nahm Papst Benedikt XVI. seinen altersbedingten Rücktritt an.
Llano Cifuentes hat zahlreiche Bücher und Aufsätze veröffentlicht.